# 岐阜大学工業短期大学部
岐阜大学工業短期大学部（ぎふだいがくこうぎょうたんきだいがくぶ、英語: Junior College of Technology, Gifu University）は、岐阜県岐阜市柳戸1-1に本部を置いていた日本の国立大学である。1959年に設置され、1994年に廃止された。大学の略称は岐大工短または岐阜工短、工短。

## 概要

### 大学全体
- 岐阜県岐阜市に所在した日本の国立短期大学で、併設元は岐阜大学工学部。
- 1959年に開学し、当初は2つの学科からスタートした[2]。その後、順次学科の増設により最大で5学科となる。
- 1991年度の入学生を最後に[注釈 2]、1994年に短期大学としての使命を終える[6]。

### 学風および特色
- 岐阜大学工業短期大学部は、勤労学生に大学教育を開放することのねらいから夜間部が設置されており、全学科3年制となっていた。
- 他大学・短期大学卒業生には、2年次編入学が実施されていた[7]。

## 沿革
- 1959年
  - 4月1日 稲葉郡那加町門前町[注 3]に岐阜大学工業短期大学部が以下の学科体制にて開学する。
    - 機械科第二部 入学定員40名
    - 工業化学科第二部 入学定員40名

  - 5月1日 学生数[9]/定員
    - 機械科第二部 40[注釈 3]/40
    - 工業化学科第二部 42[注釈 3]/40
- 1965年
  - 4月1日 学科を増設[10]。史上初、女子学生が入学[注 4]。
    - 土木科第二部 入学定員30名
    - 線維科第二部 入学定員30名

  - 5月1日 学生数[11]/定員
    - 土木科第二部 30[注釈 3]/30
    - 繊維科第二部 31[注釈 4]/30
- 1966年
  - 4月1日 学科を増設する[12]。
    - 電気科第二部 入学定員40名

  - 5月1日 学生数[13]/定員
    - 電気科第二部 35[注釈 3]/40
- 1967年
  - 5月1日 土木科第二部に史上初、女子学生が在籍[注 5]
- 1969年
  - 4月1日 学科名を変更[15]。
    - 機械科→機械工学科
    - 電気科→電気工学科
    - 土木科→土木工学科
    - 繊維科→繊維工学科
- 1970年
  - 5月1日 電気工学科第二部に史上初、女子学生が在籍[注 6]
- 1981年
  - 4月1日 岐阜市にキャンパス移転する。
- 1985年
  - 5月1日 史上初、全学科に女子学生の在籍が確認される。なお全体的なデータは以下の通り[17]。学生数/定員[注釈 5]　
    - 機械工学科 132[注釈 4]/120
    - 工業化学科 123[注 7]/120
    - 土木工学科 121[注釈 4]/90
    - 繊維工学科 87[注釈 4]/90
    - 電気工学科 136[注釈 6]/120
- 1986年～1987年[20]
  - 4月1日 一部の学科の入学定員が以下の通り変更される[21]。
    - 機械工学科 40[注釈 5]→50
    - 電気工学科 40[注釈 5]→50
- 1988年
  - 5月1日 学生数[22]/定員
    - 機械工学科 158[注釈 7]
    - 電気工学科 157[注釈 6]
- 1991年
  - 4月1日 最後の学生募集となる[注釈 2]。
  - 5月1日 学生数[23]/定員
    - 機械工学科 149[注釈 7]/150
    - 工業化学科 130[注 8]/120
    - 土木工学科 105[注釈 4]/90
    - 繊維工学科 96[注釈 6]/90
    - 電気工学科 175[注釈 7]/150
- 1992年
  - 5月1日 学生数[24]/定員
    - 機械工学科 110[注釈 4]/100
    - 工業化学科 74[注釈 7]/80
    - 土木工学科 60[注釈 4]/60
    - 繊維工学科 55[注釈 6]/60
    - 電気工学科 95[注釈 4]/100
- 1993年
  - 5月1日 学生数[25]/定員
    - 機械工学科 52[注釈 4]/50
    - 工業化学科 34[注釈 4]/40
    - 土木工学科 31[注釈 3]/30
    - 繊維工学科 29[注釈 7]/30
    - 電気工学科 43[注釈 3]/50
- 1994年
  - 3月31日 左記をもって廃止[6]。

## 基礎データ

### 所在地
- 岐阜県岐阜市柳戸1-1[注釈 1]

### 象徴
- 岐阜大学を参照。

## 教育および研究

### 組織

#### 学科[注 9]
- 機械工学科第二部 入学定員50名
- 工業化学科第二部 入学定員40名
- 土木工学科第二部 入学定員30名
- 繊維工学科第二部 入学定員30名
- 電気工学科第二部 入学定員50名

#### 専攻科
- なし

#### 別科
- なし

#### 取得資格について
- 測量士補資格：土木工学科第二部[7]

### 研究
- 『マスコンクリートの温度応力のリラクセーション解析に関する研究』[27]ほか。

### 学園祭
- 岐阜大学を参照。

## 大学関係者と組織

### 大学関係者一覧

#### 大学関係者
歴代学長
- 吉井義次
- 四方博
- 今西錦司
- 館正知
- 早野三郎
- 加藤晃

## 施設

### キャンパス

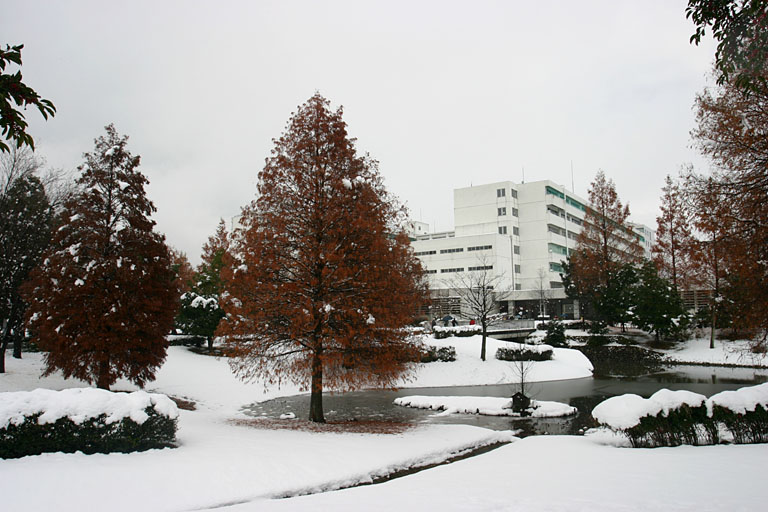
現在の岐阜大学工学部。かつては、ここに工業短期大学部が併設されていた

- 設備：工学部とキャンパス共用。

### 学生食堂
- 岐阜大学工学部と共同使用されていた。

### 寮
- 岐阜大学を参照。

## 対外関係

### 系列校
- 岐阜大学
- 岐阜大学医療技術短期大学部

## 卒業後の進路について

### 就職について
- 勤労学生が多かった[28]。

### 編入学・進学実績
- 岐阜大学工学部への編入学制度があった[28]。